# 北設楽郡

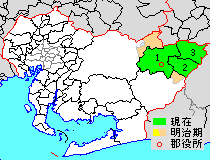
愛知県北設楽郡の範囲（1.設楽町 2.東栄町 3.豊根村 薄黄：後に他郡に編入された区域 薄水色：一時的に本郡に所属した区域）

北設楽郡（きたしたらぐん）は、愛知県の郡。新城市とともに新城設楽広域行政圏に所属する。略称は、北設(ほくせつ)。
人口7,265人、面積553.2km²、人口密度13.1人/km²。（2025年2月1日、推計人口）
以下の2町1村を含む。
- 設楽町（したらちょう）
- 東栄町（とうえいちょう）
- 豊根村（とよねむら）

## 郡域
1878年（明治11年）に行政区画として発足した当時の郡域は、上記2町1村のほか、下記の区域にあたる。
- 豊田市の一部（富永町を除く稲武地区）
- 新城市の一部（川合・池場）

## 歴史
北設楽郡のうち、設楽町北部の一部、豊根村、および長野県南部の根羽村は、古代・中世を通じて、加茂郡（賀茂郡）；旧三河国。現在の豊田市・みよし市と同じ郡域に所属していた。戦中から昭和戦後期にかけて田口町→設楽町に県の地方事務所が置かれていた。

### 郡発足までの沿革
- 『旧高旧領取調帳』に記載されている、三河国設楽郡のうち後の本郡域の明治初年時点での支配は以下の通り。●は村内に寺社領が存在。（97村）

| 知行         | 知行               | 明治3年                 | 村数 | 村名 |
| ------------ | ------------------ | ----------------------- | ---- | --- |
| 幕府領       | 中泉代官所         | ■三河重原藩             | 46村 | 川宇連村、坂場村、大沢村、●上津具村、向林村、田枯村、怒田輪村、柿平村、●小松野村、長江村、荒尾村、和市村、平山村、神田村、●小林村、●月村、川口村、貝津田村、湯谷村、久原村、松本村、寺脇村、神子谷下村、市ノ瀬村、社脇村、万場村、猪之沢村、●大久保村、大桑村、大平村、宇連村（現・設楽町東納庫）、中当村、稲橋村、野入村、押山村、川手村、武節町村、黒田村、川向村、大名倉村、西路村、東路村、田口町村、萩平村、●塩津村、●小代村 |
| 幕府領       | 中泉代官所         | 駿河静岡藩              | 32村 | 佐太村、大谷村、市原村、河内村、大立村、間袋村、小谷下村、樫谷村、粟世村、溝淵村、中久名村、小造村、兎鹿島村、老平村、永江沢村、●下粟代村、中設楽村、●上粟代村、古戸村、御園村、西薗目村、●東薗目村、●下田村、川角村、寄近村、●別所村、三ツ瀬村、●奈根村、川合村、●畑村、●池場村、宇連村（現・設楽町川合） |
| 幕府領       | 中泉代官所         | 三河重原藩              | 10村 | 清水村、大野瀬村、桑原村、松戸村、中島村、東田内村、筒井村、折立村、栗島村、桑平新田 |
| 幕府領       | 中泉代官所         | 静岡藩・■重原藩・伊那県 | 1村  | ●足込村 |
| 幕府領       | 中泉代官所         | 伊那県                  | 2村  | 御所貝津村、小田木村 |
| 幕府領       | 旗本領             | 三河重原藩              | 1村  | 笠井島村 |
| 藩領         | 三河挙母藩         | 三河挙母藩              | 4村  | ●下津具村、夏焼村、●上西田内村、下西田内村 |
| 幕府領・藩領 | 中泉代官所・挙母藩 | 重原藩・挙母藩          | 1村  | 田峯村 |

- 慶応4年
  - 4月29日（1868年5月21日） - 幕府領・旗本領が三河裁判所の管轄となる。
  - 6月9日（1868年7月28日） - 三河裁判所の管轄区域が三河県の管轄となる。
  - 9月 - 三河県の管轄区域のうち旧旗本領および旧幕府領の一部が駿河府中藩領となる（管轄は上表参照。明治3年の重原藩領のうち■の各村も管轄）。
- 明治2年
  - 1月 - 三河県の管轄区域の一部・静岡藩領の一部（■）が三河重原藩領となる（管轄は上表参照）。
  - 6月24日（1869年8月1日） - 三河県の管轄区域が伊那県の管轄となる。
  - 8月7日（1869年9月12日） - 任知藩事により府中藩が改称して静岡藩となる。
- 明治4年
  - 7月14日（1871年8月29日） - 廃藩置県により、藩領が挙母県、重原県、静岡県の管轄となる。
  - 11月15日（1871年12月26日） - 第1次府県統合により全域が額田県の管轄となる。
- 明治5年11月27日（1872年12月27日） - 愛知県の管轄となる。
- 明治8年（1875年） - 川宇連村・坂場村が合併して坂宇場村となる。（96村）
- 明治9年（1876年）（91村）
  - 佐太村・大谷村・市原村・河内村が合併して富山村となる。
  - 大立村・間袋村・小谷下村が合併して古真立村となる。

### 郡発足以降の沿革
- 明治11年（1878年）12月20日 - 郡区町村編制法の愛知県での施行により、行政区画としての北設楽郡が発足。郡役所が田口村に設置。同年、以下の各村の統合等が行われる。（53村）

- 八橋村 ← 向林村、田枯村、永江沢村
- 小松村 ← 怒田輪村、柿平村、小松野村
- 納庫村 ← 川口村、貝津田村、湯谷村、久原村、松本村、寺脇村、神子谷下村、市ノ瀬村、社脇村、万場村、猪之沢村、大久保村、大桑村、大平村、宇連村（現・設楽町東納庫）、清水村
- 田口村 ← 西路村、東路村、田口町村、中島村
- 清崎村 ← 萩平村、塩津村、小代村、東田内村
- 三沢村 ← 樫谷村、粟世村

- 下黒川村 ← 溝淵村、中久名村、小造村
- 上黒川村 ← 兎鹿島村、老平村、大沢村
- 本郷村 ← 寄近村、別所村、三ツ瀬村
- 長岡村 ← 畑村、池場村
- 三都橋村 ← 筒井村、折立村、栗島村
- 豊邦村 ← 桑平新田、笠井島村
- 田内村 ← 上西田内村、下西田内村

- 宇連村（現・設楽町川合）が川合村に合併。

- 明治17年（1884年） - 納庫村が分割し、一部（旧清水村・川口村・貝津田村・湯谷村）が西納庫村、残部（旧久原村・松本村・寺脇村・神子谷下村・市ノ瀬村・社脇村・万場村・猪之沢村・大久保村・大桑村・大平村・宇連村）が東納庫村となる。（54村）

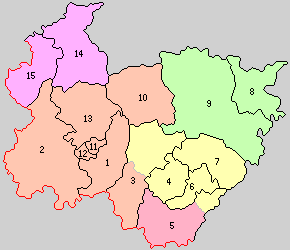
1.田口村 2.段嶺村 3.振草村 4.御殿村 5.三輪村 6.本郷村 7.園村 8.富山村 9.豊根村 10.津具村 11.川向村（名倉村） 12.大名倉村（名倉村） 13.名倉村 14.稲橋村 15.武節村（桃：豊田市 赤：新城市 橙：設楽町 黄：東栄町 緑：豊根村）

- 明治22年（1889年）10月1日 - 町村制の施行により、以下の各村が発足。（13村）
  - 田口村 ← 田口村、八橋村、荒尾村、和市村、小松村、長江村、清崎村（現・設楽町）
  - 段嶺村 ← 田内村、田峯村、三都橋村、豊邦村、松戸村（現・設楽町）
  - 振草村 ← 神田村、平山村、川合村［宇連］（現・設楽町）、上粟代村、下粟代村、小林村、古戸村（現・東栄町）
  - 御殿村 ← 月村、中設楽村（現・東栄町）
  - 三輪村 ← 長岡村（現・新城市、東栄町）、奈根村［中在家・加久保を除く］（現・東栄町）、川合村［宇連を除く］（現・新城市）
  - 本郷村 ← 本郷村、川角村、下田村［尾々を除く］、奈根村［中在家・加久保］（現・東栄町）
  - 園村 ← 御園村、東薗目村、西薗目村、足込村、下田村［尾々］（現・東栄町）
  - 富山村（単独村制。現・豊根村）
  - 豊根村 ← 古真立村、三沢村、下黒川村、上黒川村、坂宇場村（現存）
  - 津具村 ← 上津具村、下津具村（現・設楽町）
  - 名倉村 ← 東納庫村、西納庫村、川向村、大名倉村（現・設楽町）
  - 稲橋村 ← 稲橋村、中当村、夏焼村、野入村、大野瀬村、押山村（現・豊田市）
  - 武節村 ← 武節町村、川手村、桑原村、御所貝津村、黒田村、小田木村、東加茂郡富永村（現・豊田市）
- 明治23年（1890年）10月20日 - 津具村が分割して上津具村・下津具村が発足。（14村）
- 明治24年（1891年）4月1日 - 郡制を施行。
- 明治30年（1897年）3月29日 - 段嶺村の一部（松戸）が田口村に編入。
- 明治33年（1900年）
  - 7月16日 - 本郷村の一部（下田・川角）が分立して下川村となる。（15村）
  - 11月14日 - 田口村が町制施行して田口町となる。（1町14村）
- 大正10年（1921年）10月1日 - 本郷村が町制施行して本郷町となる。（2町13村）
- 大正12年（1923年）4月1日 - 郡会が廃止。郡役所は存続。
- 大正15年（1926年）7月1日 - 郡役所が廃止。以降は地域区分名称となる。
- 昭和15年（1940年）5月10日 - 稲橋村・武節村が合併して稲武町が発足。（3町11村）
- 昭和30年（1955年）4月1日 - 御殿村・本郷町・下川村・園村が合併して東栄町が発足。（3町8村）
- 昭和31年（1956年）
  - 7月1日 - 三輪村が分割し、一部（大字奈根・大字長岡の一部）[注釈 1]が東栄町に、残部（大字川合・大字長岡の一部（池場地区））が南設楽郡鳳来町に編入される[2]。（3町7村）
  - 9月30日（3町3村）
    - 田口町・段嶺村・名倉村および振草村の一部（平山・神田・川合）が合併して設楽町が発足。
    - 振草村の残部（下粟代・上粟代・小林・古戸[注釈 2]）が東栄町に編入。
    - 上津具村・下津具村が合併して津具村が発足。
- 平成15年（2003年）10月1日 - 稲武町の所属郡が東加茂郡に変更。（2町3村）
- 平成17年（2005年）
  - 10月1日 - 設楽町・津具村が合併し、改めて設楽町が発足。（2町2村）
  - 11月27日 - 富山村が豊根村に編入。（2町1村）

### 変遷表
| 明治22年以前   | 明治22年以前       | 明治22年以前       | 明治22年 10月1日 町村制施行 | 明治22年 - 明治45年            | 大正元年 - 大正15年         | 昭和元年 - 昭和64年                 | 平成元年 - 現在                         | 平成元年 - 現在               | 現在   |
| -------------- | ------------------ | ------------------ | --------------------------- | ------------------------------ | --------------------------- | ----------------------------------- | --------------------------------------- | ----------------------------- | ------ |
| 月村           | 月村               | 月村               | 御殿村                      | 御殿村                         | 御殿村                      | 昭和30年4月1日 合併 東栄町          | 東栄町                                  | 東栄町                        | 東栄町 |
| 中設楽村       |                    |                    | 御殿村                      | 御殿村                         | 御殿村                      | 昭和30年4月1日 合併 東栄町          | 東栄町                                  | 東栄町                        | 東栄町 |
| 足込村         | 足込村             | 足込村             | 園村                        | 園村                           | 園村                        | 昭和30年4月1日 合併 東栄町          | 東栄町                                  | 東栄町                        | 東栄町 |
| 御園村         |                    |                    | 園村                        | 園村                           | 園村                        | 昭和30年4月1日 合併 東栄町          | 東栄町                                  | 東栄町                        | 東栄町 |
| 西薗目村       |                    |                    | 園村                        | 園村                           | 園村                        | 昭和30年4月1日 合併 東栄町          | 東栄町                                  | 東栄町                        | 東栄町 |
| 東薗目村       |                    |                    | 園村                        | 園村                           | 園村                        | 昭和30年4月1日 合併 東栄町          | 東栄町                                  | 東栄町                        | 東栄町 |
| 下田村         | （尾々）           | （尾々）           | 園村                        | 園村                           | 園村                        | 昭和30年4月1日 合併 東栄町          | 東栄町                                  | 東栄町                        | 東栄町 |
| 下田村         | （その他）         | （その他）         | 本郷村                      | 明治33年7月16日 分立 下川村    | 下川村                      | 昭和30年4月1日 合併 東栄町          | 東栄町                                  | 東栄町                        | 東栄町 |
| 川角村         |                    |                    | 本郷村                      | 明治33年7月16日 分立 下川村    | 下川村                      | 昭和30年4月1日 合併 東栄町          | 東栄町                                  | 東栄町                        | 東栄町 |
| 別所村         | 別所村             | 本郷村             | 本郷村                      | 本郷村                         | 大正10年10月1日 町制 本郷町 | 昭和30年4月1日 合併 東栄町          | 東栄町                                  | 東栄町                        | 東栄町 |
| 寄近村         |                    | 本郷村             | 本郷村                      | 本郷村                         | 大正10年10月1日 町制 本郷町 | 昭和30年4月1日 合併 東栄町          | 東栄町                                  | 東栄町                        | 東栄町 |
| 三ツ瀬村       |                    | 本郷村             | 本郷村                      | 本郷村                         | 大正10年10月1日 町制 本郷町 | 昭和30年4月1日 合併 東栄町          | 東栄町                                  | 東栄町                        | 東栄町 |
| 奈根村         | （中在家・加久保） | （中在家・加久保） | 本郷村                      | 本郷村                         | 大正10年10月1日 町制 本郷町 | 昭和30年4月1日 合併 東栄町          | 東栄町                                  | 東栄町                        | 東栄町 |
| 奈根村         | （その他）         | （その他）         | 三輪村                      | 三輪村                         | 三輪村                      | 昭和31年7月1日 東栄町に編入         | 東栄町                                  | 東栄町                        | 東栄町 |
| 畑村           | 畑村               | 長岡村             | 三輪村                      | 三輪村                         | 三輪村                      | 昭和31年7月1日 東栄町に編入         | 東栄町                                  | 東栄町                        | 東栄町 |
| 池場村         | 池場村             | 長岡村             | 三輪村                      | 三輪村                         | 三輪村                      | 昭和31年7月1日 南設楽郡鳳来町に編入 | 南設楽郡鳳来町                          | 平成17年10月1日 合併 新城市   | 新城市 |
| 川合村         | 川合村             | 川合村             | 三輪村                      | 三輪村                         | 三輪村                      | 昭和31年7月1日 南設楽郡鳳来町に編入 | 南設楽郡鳳来町                          | 平成17年10月1日 合併 新城市   | 新城市 |
| 宇連村         | 宇連村             | 川合村             | 振草村                      | 振草村                         | 振草村                      | 昭和31年9月30日 合併 設楽町         | 設楽町                                  | 平成17年10月1日 合併 設楽町   | 設楽町 |
| 平山村         |                    |                    | 振草村                      | 振草村                         | 振草村                      | 昭和31年9月30日 合併 設楽町         | 設楽町                                  | 平成17年10月1日 合併 設楽町   | 設楽町 |
| 神田村         |                    |                    | 振草村                      | 振草村                         | 振草村                      | 昭和31年9月30日 合併 設楽町         | 設楽町                                  | 平成17年10月1日 合併 設楽町   | 設楽町 |
| 上粟代村       | 上粟代村           | 上粟代村           | 振草村                      | 振草村                         | 振草村                      | 昭和31年9月30日 東栄町に編入        | 東栄町                                  | 東栄町                        | 東栄町 |
| 下粟代村       |                    |                    | 振草村                      | 振草村                         | 振草村                      | 昭和31年9月30日 東栄町に編入        | 東栄町                                  | 東栄町                        | 東栄町 |
| 古戸村         |                    |                    | 振草村                      | 振草村                         | 振草村                      | 昭和31年9月30日 東栄町に編入        | 東栄町                                  | 東栄町                        | 東栄町 |
| 小林村         |                    |                    | 振草村                      | 振草村                         | 振草村                      | 昭和31年9月30日 東栄町に編入        | 東栄町                                  | 東栄町                        | 東栄町 |
| 田口町村       | 田口町村           | 田口村             | 田口村                      | 明治33年10月10日 町制 田口町   | 田口町                      | 昭和31年9月30日 合併 設楽町         | 設楽町                                  | 平成17年10月1日 合併 設楽町   | 設楽町 |
| 西路村         |                    | 田口村             | 田口村                      | 明治33年10月10日 町制 田口町   | 田口町                      | 昭和31年9月30日 合併 設楽町         | 設楽町                                  | 平成17年10月1日 合併 設楽町   | 設楽町 |
| 東路村         |                    | 田口村             | 田口村                      | 明治33年10月10日 町制 田口町   | 田口町                      | 昭和31年9月30日 合併 設楽町         | 設楽町                                  | 平成17年10月1日 合併 設楽町   | 設楽町 |
| 中島村         |                    | 田口村             | 田口村                      | 明治33年10月10日 町制 田口町   | 田口町                      | 昭和31年9月30日 合併 設楽町         | 設楽町                                  | 平成17年10月1日 合併 設楽町   | 設楽町 |
| 東田内村       | 東田内村           | 清崎村             | 田口村                      | 明治33年10月10日 町制 田口町   | 田口町                      | 昭和31年9月30日 合併 設楽町         | 設楽町                                  | 平成17年10月1日 合併 設楽町   | 設楽町 |
| 萩平村         |                    | 清崎村             | 田口村                      | 明治33年10月10日 町制 田口町   | 田口町                      | 昭和31年9月30日 合併 設楽町         | 設楽町                                  | 平成17年10月1日 合併 設楽町   | 設楽町 |
| 小代村         |                    | 清崎村             | 田口村                      | 明治33年10月10日 町制 田口町   | 田口町                      | 昭和31年9月30日 合併 設楽町         | 設楽町                                  | 平成17年10月1日 合併 設楽町   | 設楽町 |
| 塩津村         |                    | 清崎村             | 田口村                      | 明治33年10月10日 町制 田口町   | 田口町                      | 昭和31年9月30日 合併 設楽町         | 設楽町                                  | 平成17年10月1日 合併 設楽町   | 設楽町 |
| 田枯村         | 田枯村             | 八橋村             | 田口村                      | 明治33年10月10日 町制 田口町   | 田口町                      | 昭和31年9月30日 合併 設楽町         | 設楽町                                  | 平成17年10月1日 合併 設楽町   | 設楽町 |
| 向林村         |                    | 八橋村             | 田口村                      | 明治33年10月10日 町制 田口町   | 田口町                      | 昭和31年9月30日 合併 設楽町         | 設楽町                                  | 平成17年10月1日 合併 設楽町   | 設楽町 |
| 永江沢村       |                    | 八橋村             | 田口村                      | 明治33年10月10日 町制 田口町   | 田口町                      | 昭和31年9月30日 合併 設楽町         | 設楽町                                  | 平成17年10月1日 合併 設楽町   | 設楽町 |
| 小松野村       | 小松野村           | 小松村             | 田口村                      | 明治33年10月10日 町制 田口町   | 田口町                      | 昭和31年9月30日 合併 設楽町         | 設楽町                                  | 平成17年10月1日 合併 設楽町   | 設楽町 |
| 柿平村         |                    | 小松村             | 田口村                      | 明治33年10月10日 町制 田口町   | 田口町                      | 昭和31年9月30日 合併 設楽町         | 設楽町                                  | 平成17年10月1日 合併 設楽町   | 設楽町 |
| 怒田輪村       |                    | 小松村             | 田口村                      | 明治33年10月10日 町制 田口町   | 田口町                      | 昭和31年9月30日 合併 設楽町         | 設楽町                                  | 平成17年10月1日 合併 設楽町   | 設楽町 |
| 荒尾村         |                    |                    | 田口村                      | 明治33年10月10日 町制 田口町   | 田口町                      | 昭和31年9月30日 合併 設楽町         | 設楽町                                  | 平成17年10月1日 合併 設楽町   | 設楽町 |
| 長江村         |                    |                    | 田口村                      | 明治33年10月10日 町制 田口町   | 田口町                      | 昭和31年9月30日 合併 設楽町         | 設楽町                                  | 平成17年10月1日 合併 設楽町   | 設楽町 |
| 和市村         |                    |                    | 田口村                      | 明治33年10月10日 町制 田口町   | 田口町                      | 昭和31年9月30日 合併 設楽町         | 設楽町                                  | 平成17年10月1日 合併 設楽町   | 設楽町 |
| 松戸村         | 松戸村             | 松戸村             | 段嶺村                      | 明治30年3月29日 田口村に編入   | 田口町                      | 昭和31年9月30日 合併 設楽町         | 設楽町                                  | 平成17年10月1日 合併 設楽町   | 設楽町 |
| 田峯村         | 田峯村             | 田峯村             | 段嶺村                      | 段嶺村                         | 段嶺村                      | 昭和31年9月30日 合併 設楽町         | 設楽町                                  | 平成17年10月1日 合併 設楽町   | 設楽町 |
| 上西田内村     | 上西田内村         | 田内村             | 段嶺村                      | 段嶺村                         | 段嶺村                      | 昭和31年9月30日 合併 設楽町         | 設楽町                                  | 平成17年10月1日 合併 設楽町   | 設楽町 |
| 下西田内村     |                    | 田内村             | 段嶺村                      | 段嶺村                         | 段嶺村                      | 昭和31年9月30日 合併 設楽町         | 設楽町                                  | 平成17年10月1日 合併 設楽町   | 設楽町 |
| 筒井村         | 筒井村             | 三都橋村           | 段嶺村                      | 段嶺村                         | 段嶺村                      | 昭和31年9月30日 合併 設楽町         | 設楽町                                  | 平成17年10月1日 合併 設楽町   | 設楽町 |
| 折立村         |                    | 三都橋村           | 段嶺村                      | 段嶺村                         | 段嶺村                      | 昭和31年9月30日 合併 設楽町         | 設楽町                                  | 平成17年10月1日 合併 設楽町   | 設楽町 |
| 栗島村         |                    | 三都橋村           | 段嶺村                      | 段嶺村                         | 段嶺村                      | 昭和31年9月30日 合併 設楽町         | 設楽町                                  | 平成17年10月1日 合併 設楽町   | 設楽町 |
| 笠井島村       | 笠井島村           | 豊邦村             | 段嶺村                      | 段嶺村                         | 段嶺村                      | 昭和31年9月30日 合併 設楽町         | 設楽町                                  | 平成17年10月1日 合併 設楽町   | 設楽町 |
| 桑平新田       |                    | 豊邦村             | 段嶺村                      | 段嶺村                         | 段嶺村                      | 昭和31年9月30日 合併 設楽町         | 設楽町                                  | 平成17年10月1日 合併 設楽町   | 設楽町 |
| 清水村         | 納庫村             | 西納庫村           | 名倉村                      | 明治23年10月1日 合併 名倉村    | 名倉村                      | 昭和31年9月30日 合併 設楽町         | 設楽町                                  | 平成17年10月1日 合併 設楽町   | 設楽町 |
| 貝津田村       | 納庫村             | 西納庫村           | 名倉村                      | 明治23年10月1日 合併 名倉村    | 名倉村                      | 昭和31年9月30日 合併 設楽町         | 設楽町                                  | 平成17年10月1日 合併 設楽町   | 設楽町 |
| 川口村         | 納庫村             | 西納庫村           | 名倉村                      | 明治23年10月1日 合併 名倉村    | 名倉村                      | 昭和31年9月30日 合併 設楽町         | 設楽町                                  | 平成17年10月1日 合併 設楽町   | 設楽町 |
| 湯谷村         | 納庫村             | 西納庫村           | 名倉村                      | 明治23年10月1日 合併 名倉村    | 名倉村                      | 昭和31年9月30日 合併 設楽町         | 設楽町                                  | 平成17年10月1日 合併 設楽町   | 設楽町 |
| 久原村         | 納庫村             | 東納庫村           | 名倉村                      | 明治23年10月1日 合併 名倉村    | 名倉村                      | 昭和31年9月30日 合併 設楽町         | 設楽町                                  | 平成17年10月1日 合併 設楽町   | 設楽町 |
| 松本村         | 納庫村             | 東納庫村           | 名倉村                      | 明治23年10月1日 合併 名倉村    | 名倉村                      | 昭和31年9月30日 合併 設楽町         | 設楽町                                  | 平成17年10月1日 合併 設楽町   | 設楽町 |
| 寺脇村         | 納庫村             | 東納庫村           | 名倉村                      | 明治23年10月1日 合併 名倉村    | 名倉村                      | 昭和31年9月30日 合併 設楽町         | 設楽町                                  | 平成17年10月1日 合併 設楽町   | 設楽町 |
| 神子谷下村     | 納庫村             | 東納庫村           | 名倉村                      | 明治23年10月1日 合併 名倉村    | 名倉村                      | 昭和31年9月30日 合併 設楽町         | 設楽町                                  | 平成17年10月1日 合併 設楽町   | 設楽町 |
| 市ノ瀬村       | 納庫村             | 東納庫村           | 名倉村                      | 明治23年10月1日 合併 名倉村    | 名倉村                      | 昭和31年9月30日 合併 設楽町         | 設楽町                                  | 平成17年10月1日 合併 設楽町   | 設楽町 |
| 社脇村         | 納庫村             | 東納庫村           | 名倉村                      | 明治23年10月1日 合併 名倉村    | 名倉村                      | 昭和31年9月30日 合併 設楽町         | 設楽町                                  | 平成17年10月1日 合併 設楽町   | 設楽町 |
| 万場村         | 納庫村             | 東納庫村           | 名倉村                      | 明治23年10月1日 合併 名倉村    | 名倉村                      | 昭和31年9月30日 合併 設楽町         | 設楽町                                  | 平成17年10月1日 合併 設楽町   | 設楽町 |
| 猪之沢村       | 納庫村             | 東納庫村           | 名倉村                      | 明治23年10月1日 合併 名倉村    | 名倉村                      | 昭和31年9月30日 合併 設楽町         | 設楽町                                  | 平成17年10月1日 合併 設楽町   | 設楽町 |
| 大久保村       | 納庫村             | 東納庫村           | 名倉村                      | 明治23年10月1日 合併 名倉村    | 名倉村                      | 昭和31年9月30日 合併 設楽町         | 設楽町                                  | 平成17年10月1日 合併 設楽町   | 設楽町 |
| 大桑村         | 納庫村             | 東納庫村           | 名倉村                      | 明治23年10月1日 合併 名倉村    | 名倉村                      | 昭和31年9月30日 合併 設楽町         | 設楽町                                  | 平成17年10月1日 合併 設楽町   | 設楽町 |
| 大平村         | 納庫村             | 東納庫村           | 名倉村                      | 明治23年10月1日 合併 名倉村    | 名倉村                      | 昭和31年9月30日 合併 設楽町         | 設楽町                                  | 平成17年10月1日 合併 設楽町   | 設楽町 |
| 宇連村         | 納庫村             | 東納庫村           | 名倉村                      | 明治23年10月1日 合併 名倉村    | 名倉村                      | 昭和31年9月30日 合併 設楽町         | 設楽町                                  | 平成17年10月1日 合併 設楽町   | 設楽町 |
| 川向村         | 川向村             | 川向村             | 川向村                      | 明治23年10月1日 合併 名倉村    | 名倉村                      | 昭和31年9月30日 合併 設楽町         | 設楽町                                  | 平成17年10月1日 合併 設楽町   | 設楽町 |
| 大名倉村       | 大名倉村           | 大名倉村           | 大名倉村                    | 明治23年10月1日 合併 名倉村    | 名倉村                      | 昭和31年9月30日 合併 設楽町         | 設楽町                                  | 平成17年10月1日 合併 設楽町   | 設楽町 |
| 上津具村       | （町方）           | 上津具村           | 津具村                      | 明治23年10月23日 分割 上津具村 | 上津具村                    | 昭和31年9月30日 合併 津具村         | 津具村                                  | 平成17年10月1日 合併 設楽町   | 設楽町 |
| 上津具村       | （山方）           | 上津具村           | 津具村                      | 明治23年10月23日 分割 上津具村 | 上津具村                    | 昭和31年9月30日 合併 津具村         | 津具村                                  | 平成17年10月1日 合併 設楽町   | 設楽町 |
| 下津具村       | （北方）           | 下津具村           | 津具村                      | 明治23年10月23日 分割 下津具村 | 下津具村                    | 昭和31年9月30日 合併 津具村         | 津具村                                  | 平成17年10月1日 合併 設楽町   | 設楽町 |
| 下津具村       | （南方）           | 下津具村           | 津具村                      | 明治23年10月23日 分割 下津具村 | 下津具村                    | 昭和31年9月30日 合併 津具村         | 津具村                                  | 平成17年10月1日 合併 設楽町   | 設楽町 |
| 樫谷村         | 樫谷村             | 三沢村             | 豊根村                      | 豊根村                         | 豊根村                      | 豊根村                              | 豊根村                                  | 豊根村                        | 豊根村 |
| 粟世村         |                    | 三沢村             | 豊根村                      | 豊根村                         | 豊根村                      | 豊根村                              | 豊根村                                  | 豊根村                        | 豊根村 |
| 兎鹿島村       | 兎鹿島村           | 上黒川村           | 豊根村                      | 豊根村                         | 豊根村                      | 豊根村                              | 豊根村                                  | 豊根村                        | 豊根村 |
| 老平村         |                    | 上黒川村           | 豊根村                      | 豊根村                         | 豊根村                      | 豊根村                              | 豊根村                                  | 豊根村                        | 豊根村 |
| 大沢村         |                    | 上黒川村           | 豊根村                      | 豊根村                         | 豊根村                      | 豊根村                              | 豊根村                                  | 豊根村                        | 豊根村 |
| 小谷下村       | 古真立村           | 古真立村           | 豊根村                      | 豊根村                         | 豊根村                      | 豊根村                              | 豊根村                                  | 豊根村                        | 豊根村 |
| 間袋村         | 古真立村           | 古真立村           | 豊根村                      | 豊根村                         | 豊根村                      | 豊根村                              | 豊根村                                  | 豊根村                        | 豊根村 |
| 大立村         | 古真立村           | 古真立村           | 豊根村                      | 豊根村                         | 豊根村                      | 豊根村                              | 豊根村                                  | 豊根村                        | 豊根村 |
| 溝淵村         | 溝淵村             | 下黒川村           | 豊根村                      | 豊根村                         | 豊根村                      | 豊根村                              | 豊根村                                  | 豊根村                        | 豊根村 |
| 中久名村       |                    | 下黒川村           | 豊根村                      | 豊根村                         | 豊根村                      | 豊根村                              | 豊根村                                  | 豊根村                        | 豊根村 |
| 小造村         |                    | 下黒川村           | 豊根村                      | 豊根村                         | 豊根村                      | 豊根村                              | 豊根村                                  | 豊根村                        | 豊根村 |
| 坂場村         | 板宇場村           | 板宇場村           | 豊根村                      | 豊根村                         | 豊根村                      | 豊根村                              | 豊根村                                  | 豊根村                        | 豊根村 |
| 川宇連村       | 板宇場村           | 板宇場村           | 豊根村                      | 豊根村                         | 豊根村                      | 豊根村                              | 豊根村                                  | 豊根村                        | 豊根村 |
| 佐太村         | 富山村             | 富山村             | 富山村                      | 富山村                         | 富山村                      | 富山村                              | 富山村                                  | 平成17年11月27日 豊根村に編入 | 豊根村 |
| 大谷村         | 富山村             | 富山村             | 富山村                      | 富山村                         | 富山村                      | 富山村                              | 富山村                                  | 平成17年11月27日 豊根村に編入 | 豊根村 |
| 市原村         | 富山村             | 富山村             | 富山村                      | 富山村                         | 富山村                      | 富山村                              | 富山村                                  | 平成17年11月27日 豊根村に編入 | 豊根村 |
| 河内村         | 富山村             | 富山村             | 富山村                      | 富山村                         | 富山村                      | 富山村                              | 富山村                                  | 平成17年11月27日 豊根村に編入 | 豊根村 |
| 稲橋村         | 稲橋村             | 稲橋村             | 稲橋村                      | 稲橋村                         | 稲橋村                      | 昭和15年5月10日 合併 稲武町         | 平成15年10月1日 所属変更 東加茂郡稲武町 | 平成17年4月1日 豊田市に編入   | 豊田市 |
| 夏焼村         |                    |                    | 稲橋村                      | 稲橋村                         | 稲橋村                      | 昭和15年5月10日 合併 稲武町         | 平成15年10月1日 所属変更 東加茂郡稲武町 | 平成17年4月1日 豊田市に編入   | 豊田市 |
| 中当村         |                    |                    | 稲橋村                      | 稲橋村                         | 稲橋村                      | 昭和15年5月10日 合併 稲武町         | 平成15年10月1日 所属変更 東加茂郡稲武町 | 平成17年4月1日 豊田市に編入   | 豊田市 |
| 野入村         |                    |                    | 稲橋村                      | 稲橋村                         | 稲橋村                      | 昭和15年5月10日 合併 稲武町         | 平成15年10月1日 所属変更 東加茂郡稲武町 | 平成17年4月1日 豊田市に編入   | 豊田市 |
| 大野瀬村       |                    |                    | 稲橋村                      | 稲橋村                         | 稲橋村                      | 昭和15年5月10日 合併 稲武町         | 平成15年10月1日 所属変更 東加茂郡稲武町 | 平成17年4月1日 豊田市に編入   | 豊田市 |
| 押山村         |                    |                    | 稲橋村                      | 稲橋村                         | 稲橋村                      | 昭和15年5月10日 合併 稲武町         | 平成15年10月1日 所属変更 東加茂郡稲武町 | 平成17年4月1日 豊田市に編入   | 豊田市 |
| 武節町村       | 武節町村           | 武節町村           | 武節村                      | 武節村                         | 武節村                      | 昭和15年5月10日 合併 稲武町         | 平成15年10月1日 所属変更 東加茂郡稲武町 | 平成17年4月1日 豊田市に編入   | 豊田市 |
| 桑原村         |                    |                    | 武節村                      | 武節村                         | 武節村                      | 昭和15年5月10日 合併 稲武町         | 平成15年10月1日 所属変更 東加茂郡稲武町 | 平成17年4月1日 豊田市に編入   | 豊田市 |
| 御所貝津村     |                    |                    | 武節村                      | 武節村                         | 武節村                      | 昭和15年5月10日 合併 稲武町         | 平成15年10月1日 所属変更 東加茂郡稲武町 | 平成17年4月1日 豊田市に編入   | 豊田市 |
| 川手村         |                    |                    | 武節村                      | 武節村                         | 武節村                      | 昭和15年5月10日 合併 稲武町         | 平成15年10月1日 所属変更 東加茂郡稲武町 | 平成17年4月1日 豊田市に編入   | 豊田市 |
| 黒田村         |                    |                    | 武節村                      | 武節村                         | 武節村                      | 昭和15年5月10日 合併 稲武町         | 平成15年10月1日 所属変更 東加茂郡稲武町 | 平成17年4月1日 豊田市に編入   | 豊田市 |
| 小田木村       |                    |                    | 武節村                      | 武節村                         | 武節村                      | 昭和15年5月10日 合併 稲武町         | 平成15年10月1日 所属変更 東加茂郡稲武町 | 平成17年4月1日 豊田市に編入   | 豊田市 |
| 東加茂郡富永村 |                    |                    | 武節村                      | 武節村                         | 武節村                      | 昭和15年5月10日 合併 稲武町         | 平成15年10月1日 所属変更 東加茂郡稲武町 | 平成17年4月1日 豊田市に編入   | 豊田市 |

## 行政
歴代郡長
| 代 | 氏名 | 就任年月日                 | 退任年月日                | 備考                   |
| -- | ---- | -------------------------- | ------------------------- | ---------------------- |
| 1  |      | 明治11年（1878年）12月20日 |                           |                        |
|    |      |                            | 大正15年（1926年）6月30日 | 郡役所廃止により、廃官 |